# The End of All Things to Come
The End of All Things to Come est le second album du groupe de nu metal américain Mudvayne, sorti le 19 novembre 2002. 
Cet album est moins brutal que le précédent.[réf. nécessaire]

## Liste des titres
1. Silenced
2. Trapped In the Wake of a Dream
3. Not Falling
4. (Per)Version of a Truth
5. Mercy, Severity
6. World So Cold
7. The Patient Mental
8. Skyring
9. Solve Et Coagula
10. Shadow of a Man
11. 12:97:24:99
12. The End of All Things to Come
13. A Key to Nothing